# Barillas
Barillas település Spanyolországban, Navarra autonóm közösségben. Barillas Ablitas, Tarazona, Malón, Monteagudo, Tulebras és Cascante községekkel határos. Lakosainak száma 238 fő (2024).

## Népesség
A település népessége az elmúlt években az alábbi módon változott:
| Lakosok száma | 208  | 206  | 193  | 195  | 192  | 201  | 218  | 214  | 257  | 238  |
|               | 2001 | 2004 | 2007 | 2009 | 2012 | 2014 | 2017 | 2019 | 2022 | 2024 |